# Duplicadora de contacte
Una insoladora també coneguda com a duplicadora de contacte (de l'anglès «contact printer»), és un aparell mitjançant el qual es copia una imatge (negativa o positiva, segons el procés) en il·luminar el fotolit que la conté, que s'ha posat en contacte directe amb una superfície fotosensible (pel·lícula, paper, placa o planxa) sobre la qual es forma una imatge invertida (negatiu) respecte a l'existent en el fotolit original. La font de llum pot ser interna o un focus extern a l'aparell.
Una insoladora per contacte consisteix essencialment en un vidre pla sobre el que es col·loca el fotolit original, en contacte directe amb la superfície a exposar, amb un sistema per crear el buit al voltant d'ambdós (opcional), i se li aplica una font de llum (tubs actínics d'UV en el cas de la tecnologia òfset i la fabricació de PCB), mitjançant un temporitzador automàtic (opcional).

## Usos
El procediment per contacte usat en els inicis de la fotografia s'utilitza també, entre altres processos, en serigrafia, en les còpies blueprint, en la tecnologia d'impressió òfset i en la fabricació de circuits impresos.
La insoladora consta d'una font de llum molt intensa que s'aplica sobre el fotolit que solament deixa passar la llum a través a les zones clares (normalment: on no estigui impressionat). Els marcs de seda, planxes òfset o les plaques PCB solen estar impregnades amb un material fotosensible (del tipus vernís) que, en reaccionar amb la llum, modifica les seves característiques superficials. Posteriorment, s'elimina el vernís que ha estat fotosensibilitzat quedant les plaques llestes per al seu ús.

### Fotografia
La copiadora per contacte s'utilitza per a la duplicació de negatius per contacte (tant en suport ortocromàtic com pancromàtic), és a dir, per reproduir en el paper un negatiu fotogràfic en un format exacte a l'original. Va ser la manera comuna de positivar fins que es va començar a usar l'alternativa de l'ampliadora fotogràfica. Les que disposen d'una font de llum interna estan construïdes com una caixa tancada, en la qual s'allotgen una o més làmpades separades del negatiu a través d'un vidre òpal o esmerilat.
La reproducció es fa col·locant la pel·lícula o fotolit (negatiu o positiu segons el procés) enganxat al vidre i a sobre el paper fotogràfic amb l'emulsió en contacte directe amb el negatiu. S'ajusta el negatiu al cos del paper, es tanca la tapa i s'aplica certa pressió contra el vidre, per evitar que es desenfoqui; després, es procedeix a impressionar el paper fotogràfic encenent la llum interior (insoladora) o bé un focus extern, que de vegades sol ser la llum de l'ampliadora fotogràfica. L'exposició es pot fer a mà o mitjançant un temporitzador que encén i apaga la font de llum durant un temps preestablert i amb gran precisió.

### Whiteprint
En el procediment de còpies whiteprint, (essencialment un procés de diazotipia mitjançant insolació), s'utilitza una insoladora dinàmica. L'exposició s'efectua progressivament a mesura que els corrons arrosseguen els dos papers junts (original i còpia) davant una potent llum actínica. S'introdueixen en els corrons d'arrossegament de la insoladora (en contacte directe), el plànol dibuixat en paper vegetal (o un altre suport transparent) i el paper de la còpia, que té una capa fotosensible —una impregnació de diazocompost que recobreix la superfície del paper. Les còpies es revelen amb un agent químic -una dissolució d'amoníac en aigua- que tenyeix de violeta fosc (blue-line) les parts no exposades a la llum.

### Serigrafia
En serigrafia es pot usar una insoladora de tipus calaix, amb diversos llums fluorescents prop de la seda del marc. L'emulsió reacciona depenent de la quantitat de llum rebuda, per aquest motiu és important fer proves per tal de determinar el temps d'exposició. Habitualment per una insoladora de calaix, l'exposició no sol ser superior a un minut. En les insoladores de tipus industrial amb làmpada actínica situada a certa distància, el temps d'exposició pot ser d'uns 20 minuts.
Es col·loca el fotolit (també anomenat art) sota el bastidor amb l'emulsió. Les parts negres del fotolit no deixen passar la llum cap a les parts corresponents de la seda emulsionada, per tant, en aquestes parts l'emulsió quedarà curada (endurida) i podrà ser rentada posteriorment, cal tenir en compte que no deu quedar espai entre el fotolit i la seda, per a això s'usa qualsevol element amb pes suficient per pressionar la seda contra el fotolit o bé una bomba de buit.

### Òfset
En tecnologia òfset, el fotolit es col·loca en contacte directe amb la planxa d'impressió i es premsen amb una tapa opaca que a vegades té una bomba de buit que ajuda al fet que facin bon contacte. La planxa està revestida amb una capa de resina fotosensible en la qual es forma una imatge invertida (negatiu) respecte a la de la fotolit original i una vegada transferida la informació del fotolit a la planxa, es revela i es prepara la placa per al seu ús en la rotativa òfset.
Comparteix alguns principis fonamentals amb la fotografia, ja que el patró de gravat en la placa es genera per exposició a la llum, amb una imatge creada per contacte utilitzant una màscara òptica. Aquest procediment és comparable a la versió d'alta precisió del mètode utilitzat per fer plaques de circuit imprès.

### Circuits impresos
La insoladora que s'utilitza en la creació artesanal d'un circuit imprès, permet entre altres coses fer prototips de circuits impresos abans de ser enviats a una producció en sèrie.
Les parts cremades per l'exposició a la llum reprodueixen els patrons dibuixats en una pel·lícula transparent sobre una placa de epoxi pre-sensibilitzada.
Una placa pre-sensibilitzada comprèn una placa aïllant (de resina epoxi o de baquelita), amb una capa de coure adherida, i recoberta d'una capa de vernís sensibilitzat. El vernís és sensible als rajos UV, que afebleixen o enforteixen la seva estructura segons es tracti d'un procés "positiu" o "negatiu". Les parts impreses del fotolit (generalment en negre), inserit entre la font de llum i la placa pre-sensibilitzada, protegeixen el vernís de la radiació UV
En el cas d'una placa de "positiu", només són "irradiades" les zones no protegides. A les àrees exposades s'afebleix el seu vernís, i llavors es pot eliminar amb un revelador. Les àrees que ja no estan protegides pel vernís són exposades al perclorur de ferro durant el gravat, i la capa de coure sense protecció serà "menjada" per aquest últim, quedant completament dissolt (és a dir, convertit en clorur de coure).
A les àrees restants de la placa queden les pistes impreses en els dibuixos originals.
El procés complet inclou:
- Realització del dibuix (màscara) amb l'ajuda d'eines de traçat o simplement a mà
- Impressió en paper transparent
- Insolació de la placa d'epoxi (o baquelita)
- Revelat del circuit utilitzant un revelador
- Gravat amb clorur fèrric
- Neutralització del clorur fèrric
- Estanyat en fred (per protegir les pistes)
- Perforació
- Col·locació de components i soldadura

En la producció artesanal de circuits, els processos d'estanyat i envernissat del circuit, són passos opcionals, però es recomana fer-los.